# 마이크 앤 더 메카닉스
마이크 앤 더 메카닉스(Mike and The Mechanics)는 잉글랜드의 록 밴드이다.

## 음반 목록

### 정규 앨범
- 《Mike + The Mechanics》 (1985)
- 《Living Years》 (1988)
- 《Word of Mouth》 (1991)
- 《Beggar on a Beach of Gold》 (1995)
- 《Mike & The Mechanics》 (1999)
- 《Rewired》 (2004)
- 《The Road》 (2011)